# قلعه‌کهنه (رامهرمز)
قلعه کهنه (رامهرمز)، روستایی از توابع بخش مرکزی شهرستان رامهرمز در استان خوزستان ایران است.مردم این روستا از ایل مکوندی بختیاری اند 

## جمعیت
این روستا در دهستان حومه‌غربی قرار دارد و براساس سرشماری مرکز آمار ایران در سال ۱۳۸۵، جمعیت آن۲۰۱نفر ۵۳خانواربوده‌است.